# Валерий Герасимов
Валерий Василиевич Герасимов (на руски: Валерий Васильевич Герасимов) е съветски и руски военачалник. Началник на Генералния щаб на въоръжените сили на Руската федерация – първи заместник-министър на отбраната на Руската федерация от 9 ноември 2012 г., член на Съвета за сигурност на Руската федерация. През 2013 г. получава званието армейски генерал, а през 2016 г. получава отличието „Герой на Руската федерация“.

## Биография
Валерий Герасимов е роден на 8 септември 1955 г. в град Казан, ТАССР, РСФСР, СССР. Роден е в семейство на работници. Завършва Казанското суворовско военно училище (1971 – 1973) с отличие, Казанското висше танково командно училище „Върховен съвет на Татарска АССР“ (1973 – 1977) със златен медал, Военната академия на бронетанковите войски (1984 – 1987) с отличие, Военна академия на Генералния щаб на въоръжените сили на Руската федерация (1995 – 1997). На 11 януари 2023 г. руският министър на отбраната Сергей Шойгу назначава началника на Генералния щаб Валерий Герасимов за ръководител на военната кампания в Украйна.